# Rainer Mainusch
Rainer Mainusch (* 18. Juni 1959 in Peine) ist ein deutscher Jurist im Dienst der Evangelisch-lutherische Landeskirche Hannovers. Vom 15. Dezember 2021 bis Mai 2025 war er der juristische (rechtskundige) Vizepräsident des Landeskirchenamtes Hannover.

## Leben
Rainer Mainusch studierte nach seinem Abitur Rechtswissenschaften in Göttingen und legte die erste und zweite juristische Staatsprüfung ab. Von 1985 bis 1991 arbeitete er als Wissenschaftlicher Mitarbeiter am Kirchenrechtlichen Institut der EKD in Göttingen, 1995 wurde er in Göttingen zum Dr. jur. promoviert.
Seit 1994 arbeitet Rainer Mainusch im Landeskirchenamt Hannover und wurde dort zum Oberkirchenrat ernannt. Ab dem 1. Mai 2000 war er als Oberlandeskirchenrat Mitglied im Kollegium des Landeskirchenamtes. Seit 2010 leitete er im Landeskirchenamt die neu strukturierte Rechtsabteilung. Der Personalausschuss der Landeskirche wählte Mainusch zum juristischen Vizepräsidenten und Nachfolger von Rolf Krämer, er trat das Amt am 15. Dezember 2021 an. Seit dem 23. Oktober 2023  bis zum 16. Juni 2024 hatte er in gemeinsamer Verantwortung mit dem Theologischen Vizepräsidenten die Leitung des Landeskirchenamtes inne.
Rainer Mainusch war von 2009 bis 2021 Mitglied der Synode der EKD und zugleich der Generalsynode der VELKD. Seit 2007 ist er Aufsichtsratsvorsitzender der Diakonie Himmelsthür e.V. und seit 2014 Mitglied im Kuratorium des Predigerseminars in Loccum.